# Cavacurta
Cavacurta is een frazione en voormalige gemeente in de Italiaanse provincie Lodi (regio Lombardije) en telt 881 inwoners (31-12-2004). De oppervlakte bedraagt 7,1 km², de bevolkingsdichtheid is 124 inwoners per km². De gemeente is op 1 januari 2018 samen met de gemeente Camairago samengevoegd tot de nieuwe gemeente Castelgerundo.

## Demografie
Cavacurta telt ongeveer 341 huishoudens. Het aantal inwoners steeg in de periode 1991-2001 met 17,6% volgens cijfers uit de tienjaarlijkse volkstellingen van ISTAT.
| Jaar | Inwoneraantal |
| ---- | ------------- |
| 1991 | 738           |
| 2001 | 868           |

## Geografie
Cavacurta grensde aan de volgende gemeenten: Camairago, Pizzighettone (CR), Codogno en Maleo.

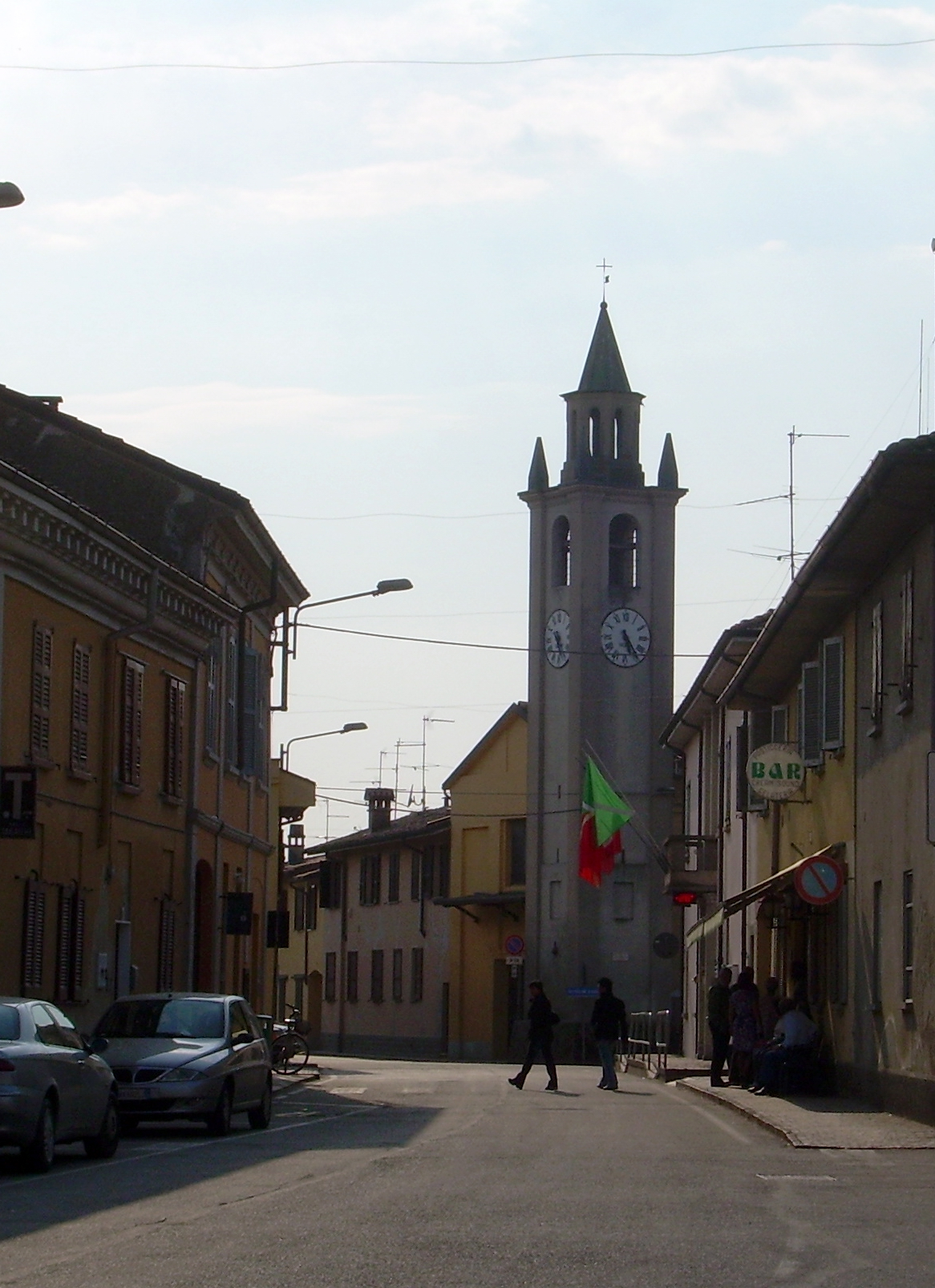
Kerk